# Anaea glaucone
Anaea glaucone är en fjärilsart som beskrevs av Felder 1862. Anaea glaucone ingår i släktet Anaea och familjen praktfjärilar. Inga underarter finns listade i Catalogue of Life.